# Mazda 3
La Mazda 3 è un'autovettura di classe media prodotta a partire dal 2003 dal costruttore giapponese Mazda. Giunta alla quarta generazione la vettura ha sostituito la Mazda 323. In molti paesi asiatici la vettura viene venduta come Mazda Axela.

## Prima generazione (2003-2009)
Anticipata dalla concept car Mazda MX Sportif la prima generazione di 3 debutta al Salone dell'auto di Francoforte nel 2003 e introduce un nuovo concetto di design nella gamma Mazda. La linea completamente differente dalla vecchia generazione di 323 è stata elaborata dal centro stile californiano della Mazda con l'intervento del centro stile giapponese per la progettazione del gruppo frontale. La piattaforma completamente inedita è stata studiata dalla Ford per i modelli medio compatti del gruppo e sarà estesa alle future generazioni di Focus, Volvo S40 e V50. La prima serie è nota come progetto BK.
Prodotta nello stabilimento giapponese di Hōfu la Mazda 3 è stata commercializzata sia in versione con carrozzeria 2 volumi con 5 porte che con carrozzeria berlina a 3 volumi per 4 porte, quest'ultima non importata in Europa (ad eccezione della Francia dove è stata venduta dal 2003 al 2005, dell'Austria e della Slovenia) e prodotta anche in Colombia presso gli stabilimenti Ford di Bogotà. La Mazda 3 berlina risulta la più apprezzata in America e Asia. Sottoposta nel 2006 ai crash test Euro NCAP la vettura ha totalizzato il punteggio di 4 stelle nella protezione adulti.

### Mazda 3 MPS (BK)

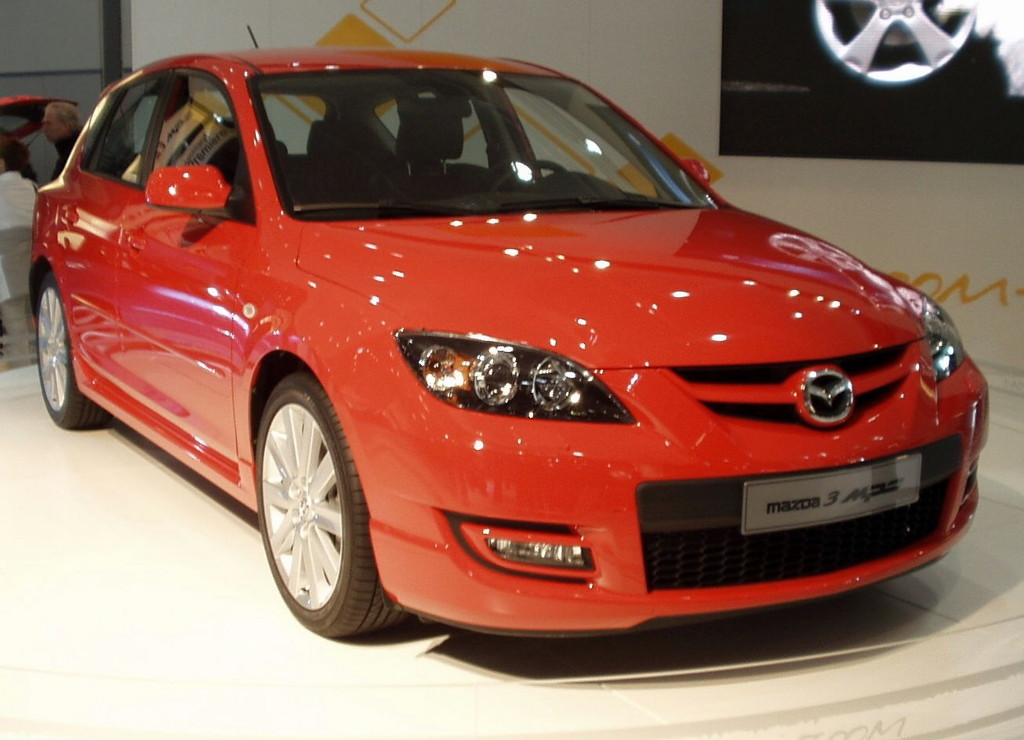
Mazda 3 MPS prima serie

MPS è la sigla che identifica le versioni sportive della Mazda3. Introdotta nel novembre del 2006 è commercializzata in America come Mazdaspeed3, questa versione era equipaggiata con un nuovo motore 2.3 a iniezione diretta DISI con 4 cilindri e 16 valvole capace di 260 cavalli ottenuti grazie all'impiego di un turbocompressore.
La medesima motorizzazione ha equipaggiato anche la prima generazione di Mazda 6 MPS. Progettata per competere contro auto del calibro di Alfa Romeo 147 GTA, Volkswagen Golf GTI, Ford Focus ST e Honda Civic Type-R, grazie alle notevoli doti dinamiche il sito internet statunitense Edmunds.com la paragona addirittura ad auto come la Subaru Impreza WRX o la Mitsubishi Lancer Evolution.
Il cambio per tutte le 3 MPS è un manuale a 6 rapporti abbinato alla trazione anteriore. La velocità massima è di 250 km/h mentre lo scatto da 0 a 100 km/h è di 6,1 secondi per consumi contenuti in 9,1 km al litro. La Mazda 3 MPS era disponibile anche con carrozzeria berlina.

### Restyling 2006
Nell'aprile 2006 la 3 subisce un leggero restyling frontale; i segni evidenti del rinnovamento sono la mascherina leggermente più grande, nuovi paraurti anteriori e posteriori, i fari posteriori trasparenti, cerchi in lega di inedito disegno, interni migliorati nell'assemblaggio, introduzione delle motorizzazioni 1.4 benzina da 84 cavalli e 1.6 e 2.0 turbodiesel da 90 e 143 cavalli. Rinnovata anche la gamma allestimenti in Italia composta da 3 livelli di rifinitura ed equipaggiamenti arricchiti nelle dotazioni.

### Motorizzazioni
Per il mercato europeo la gamma motori si compone di sette propulsori.
| Modello                | Disponibilità    | Motore                       | Cilindrata cm³ | Potenza         | Trasmissione      | 0–100 km/h (secondi) | Velocità max (Km/h) |
| 1.4 MZR 16V            | dal 2006 al 2008 | 4 cilindri in linea, Benzina | 1.349          | 62 kW (84 CV)   | cambio manuale    | 14,9                 | 169                 |
| 1.6 MZR 16V            | dal debutto      | 4 cilindri in linea, Benzina | 1.598          | 77 kW (105 CV)  | cambio manuale    | 11,2                 | 182                 |
| 1.6 MZR 16V auto       | dal debutto      | 4 cilindri in linea, Benzina | 1.598          | 77 kW (105 CV)  | cambio automatico | 11,5                 | 175                 |
| 2.0 MZR 16V            | dal debutto      | 4 cilindri in linea, Benzina | 1.999          | 110 kW (150 CV) | cambio manuale    | 9,1                  | 202                 |
| 2.3 MPS Turbo DISI 16V | dal 2006         | 4 cilindri in linea, Benzina | 2.261          | 161 kW (260 CV) | cambio manuale    | 6,1                  | 250                 |
| 1.6 MZR-CD 16V 90      | dal 2006 al 2008 | 4 cilindri in linea, Diesel  | 1.560          | 66 kW (90 CV)   | cambio manuale    | 12,2                 | 175                 |
| 1.6 MZR-CD 16V 110     | dal debutto      | 4 cilindri in linea, Diesel  | 1.560          | 80 kW (109 CV)  | cambio manuale    | 11,6                 | 182                 |
| 2.0 MZR-CD 16V 143     | dal 2006         | 4 cilindri in linea, Diesel  | 1.998          | 105 kW (143 CV) | cambio manuale    | 9,9                  | 203                 |

Le motorizzazioni benzina risultavano omologate secondo gli standard della normativa Euro 4 mentre il turbodiesel 1.6 da 109 cavalli era omologato Euro 3. Soltanto con l'introduzione del filtro antiparticolato DPF si poteva omologare la Mazda 3 come Euro 4. I motori introdotti dal 2006 rispettavano i parametri della nuova normativa.

### Allestimenti
La gamma italiana 2008 e 2009 si articolava di due allestimenti oltre la versione sportiva MPS: 
- Extra (ABS, 6 airbag, ASR, servosterzo, 4 alzacristalli elettrici, chiusura centralizzata, autoradio, cerchi in lega, climatizzatore manuale, ESP, fendinebbia)
- Energy (dotazione dell'allestimento Extra, in aggiunta i fari allo Xeno)
- MPS (dotazione allestimento Energy, in aggiunta gli interni in pelle e il kit sportivo)

## Seconda generazione (2009-2013)
La seconda generazione debutta al Salone Internazionale di Sydney nel 2008 in versione berlina a tre volumi mentre la versione cinque porte sarà presentata al Motor Show di Bologna 2008 per entrare in commercio nell'aprile dell'anno seguente. Il design inedito si basa sulla precedente generazione rinnovando il frontale grazie ad elementi ispirati alla sportiva RX-8. La coda esibisce nuovi fari a sfondo argentato. La nuova 3 possiede un coefficiente di aerodinamicità (Cx) con un valore di 0,30 tra i migliori nel segmento.
La piattaforma della vecchia generazione viene ripresa da questa nuova serie denominata progetto BL migliorata però nella geometria delle sospensioni, più rigide per adattarsi ai gusti della clientela europea. Mentre all'avantreno troviamo i MacPherson al retrotreno sono presenti i bracci multipli (schema Multilink con 5 bracci). La massa totale della vettura diminuisce in media di circa 10 kg nonostante le dimensioni siano state incrementate fino ai 4,46 metri di lunghezza (4,49 metri con il kit sportivo).
Tra le innovazioni tecnologiche spicca il sistema i-stop che permette alla vettura di spegnere il motore nelle frenate alle basse andature e di riavviarlo in soli 0,35 secondi permettendo un risparmio di carburante del 12% rispetto ad una motorizzazione tradizionale. Questo sistema è presente sulla motorizzazione 2 litri.
Nel reparto motori debutta il nuovo propulsore diesel MZR-CD da 2,2 litri progettato e prodotto dalla Mazda in Giappone con potenza da 150 a 185 cavalli omologato Euro 5. Invariati i propulsori 1.6 MZR benzina da 105 cavalli con il solo cambio manuale e il diesel 1.6 MZR-CD da 109 cavalli.
Prodotta in Giappone presso i due stabilimenti di Hofu di proprietà della Mazda, la nuova 3 nelle terre asiatiche è disponibile anche con una trasmissione CVT abbinata ad una motorizzazione 1.5 MZR 16V capace di percorrenze medie dichiarate di ben 18,4 km/l e in un'inedita versione 2.0 a trazione integrale abbinata ad un cambio automatico a 4 rapporti capace di 151 cavalli e di consumi pari a 11,6 km/l.

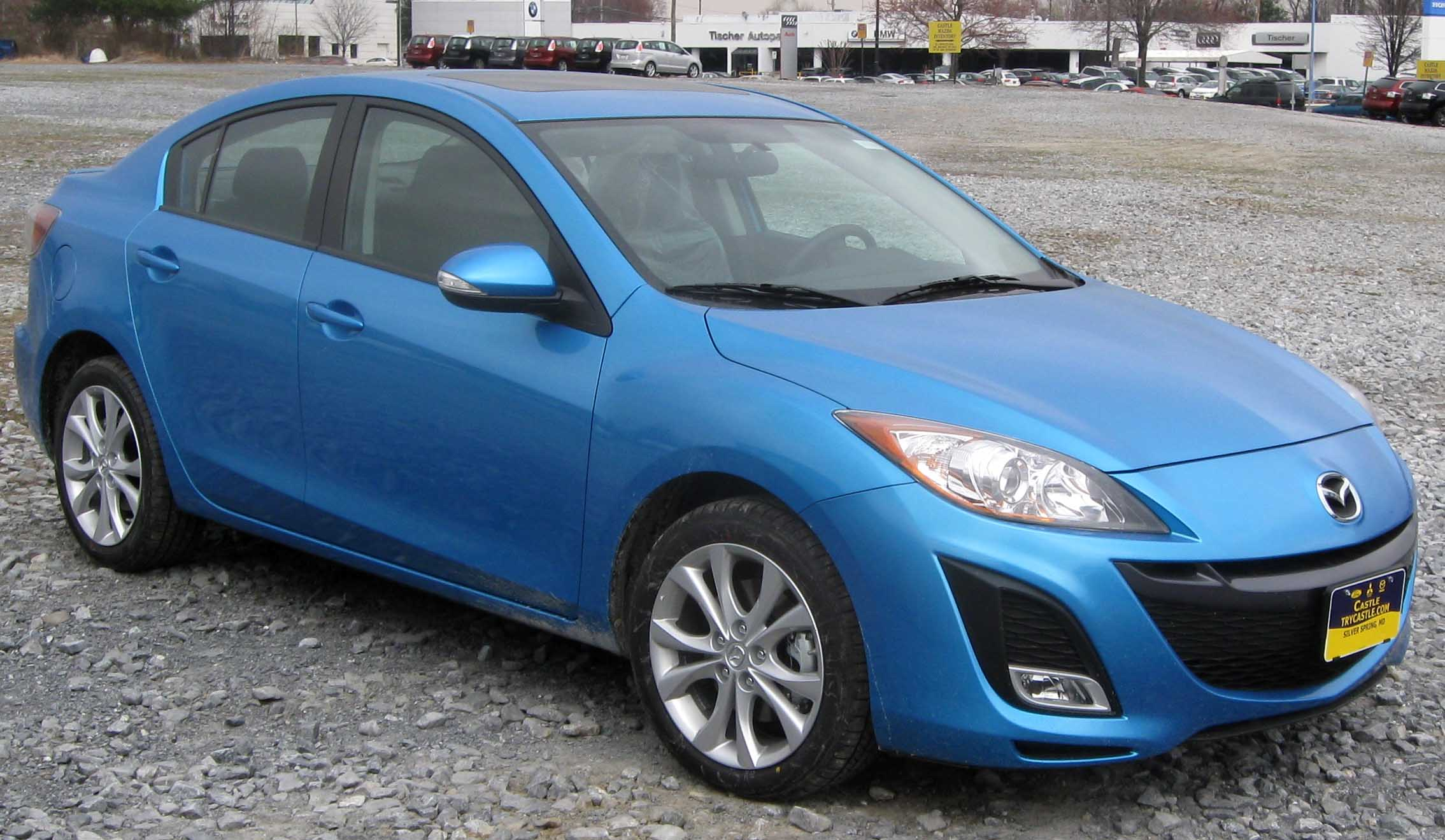

Al contrario di quanto successo per la prima serie, la seconda generazione con carrozzeria berlina dal 2010 viene importata in Europa.

### Mazda 3 MPS (BL)
La seconda serie della Mazda 3 MPS debutta al Salone dell'automobile di Ginevra 2009; il motore 2.3 è stato rivisto sotto il profilo delle emissioni e dei consumi leggermente inferiori rispetto al passato mentre la potenza massima rimane invariata (260 cavalli). Rispetto alla BK la nuova MPS presenta il differenziale a slittamento controllato LSD, il controllo di stabilità e trazione di nuova generazione DSC-TCS, l'attivazione automatica delle 4 frecce nelle frenate di emergenza (ESS), i fari anteriori attivi bi-Xeno con luci a Led e i cerchi in lega di 18 pollici oltre il kit sportivo ispirato alla Mazda RX-8. La velocità massima è di 250 km/h.

### Motorizzazioni
Per il mercato europeo la gamma motori si compone di nove propulsori.
| Modello            | Disponibilità        | Motore                           | Cilindrata cm³ | Potenza         | Trasmissione      | 0–100 km/h (secondi) | Velocità max (Km/h) | Consumo medio (Km/l) | Emissioni CO2 (g/Km) |
| 1.6 MZR 16V        | dal debutto          | 4 cilindri in linea, Benzina     | 1.598          | 77 kW (105 CV)  | cambio manuale    | 12,2                 | 184                 | 15,9                 | 149                  |
| 1.6 MZR 16V Bifuel | dal debutto          | 4 cilindri in linea, Benzina-GPL | 1.598          | 77 kW (105 CV)  | cambio manuale    | 12,2                 | 184                 | 15,9                 | 149                  |
| 2.0 MZR 16V        | dal debutto          | 4 cilindri in linea, Benzina     | 1.999          | 111 kW (151 CV) | cambio manuale    | 10,4                 | 206                 | 14,7                 | 175                  |
| 2.0 MZR 16V auto   | dal debutto          | 4 cilindri in linea, Benzina     | 1.999          | 110 kW (150 CV) | cambio automatico | 10,6                 | 205                 | 13,2                 | 175                  |
| 2.3 Turbo DISI 16V | da settembre 2009    | 4 cilindri in linea, Benzina     | 2.261          | 161 kW (260 CV) | cambio manuale    | 6,1                  | 250                 | 10,4                 | 224                  |
| 1.6 MZR-CD 16V 110 | fino a dicembre 2010 | 4 cilindri in linea, Diesel      | 1.560          | 80 kW (109 CV)  | cambio manuale    | 11,0                 | 185                 | 22,2                 | 119                  |
| 1.6 MZR-CD 115     | da dicembre 2010     | 4 cilindri in linea, Diesel      | 1.560          | 85 kW (115 CV)  | cambio manuale    | 11,0                 | 186                 | 22,7                 | 117                  |
| 2.2 MZR-CD 16V 150 | dal debutto          | 4 cilindri in linea, Diesel      | 2.184          | 110 kW (150 CV) | cambio manuale    | 9,2                  | 205                 | 18,5                 | 144                  |
| 2.2 MZR-CD 16V 185 | dal debutto          | 4 cilindri in linea, Diesel      | 2.184          | 136 kW (185 CV) | cambio manuale    | 8,2                  | 213                 | 17,9                 | 149                  |

## Terza generazione (2013-2019)

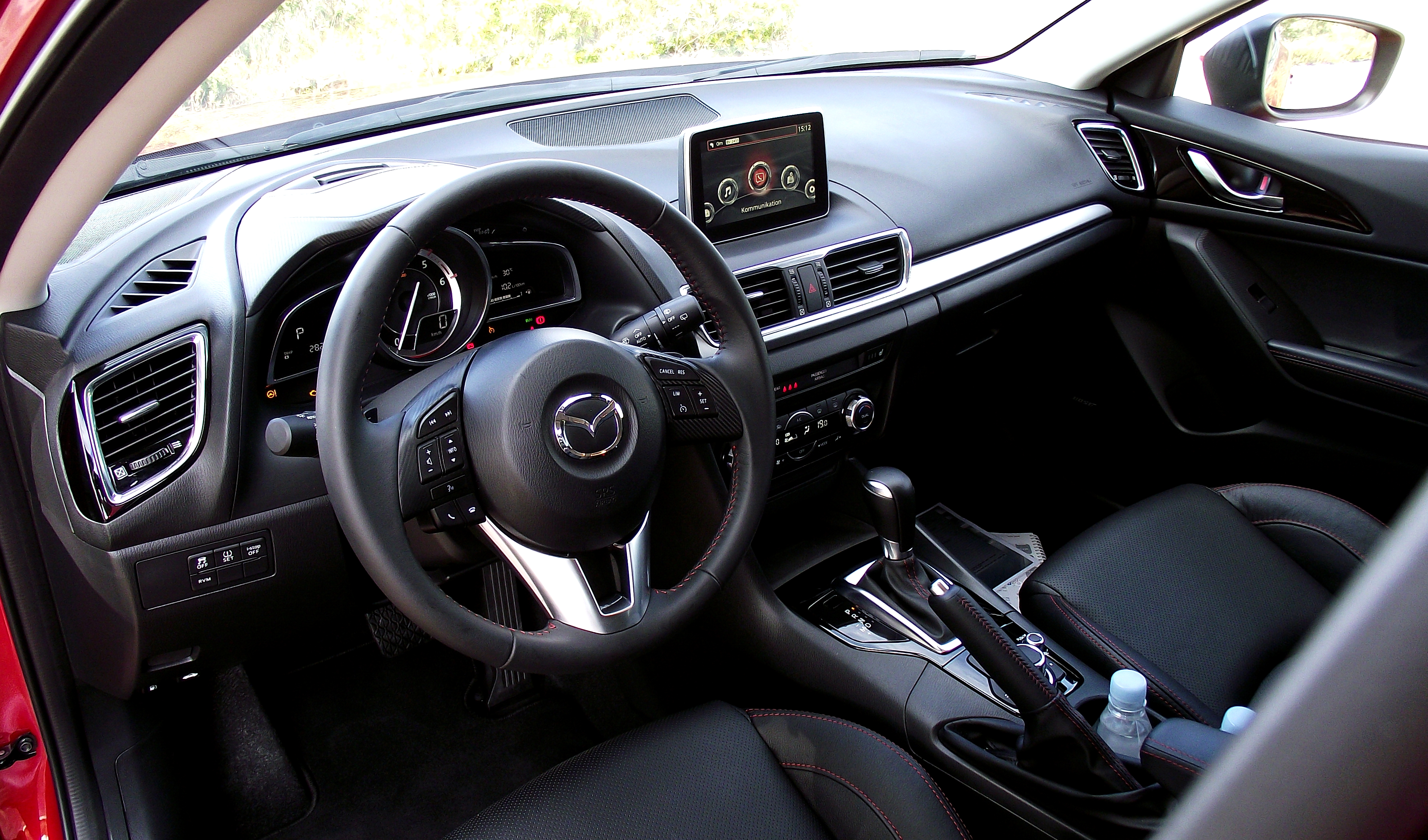
Interni

La terza generazione della Mazda 3 è stata presentata il 26 giugno 2013. Dopo la separazione dalla Ford, anche la nuova Mazda 3 è stata completamente progettata da zero, utilizzando solo componenti costruiti dalla stessa casa giapponese, adottando motori benzina e diesel, prodotti in proprio dalla Mazda. È costruita sulla piattaforma Skyactiv e non più sulla piattaforma Ford C1. È il terzo veicolo Mazda che segue la filosofia del design Kodo, dopo la Mazda CX-5 e la terza generazione della Mazda 6.
La compatta è realizzata in due versioni: 5 porte (hatchback, 2 volumi con portellone) e 4 porte (sedan, classica berlina a tre volumi). In Italia la berlina tre volumi non è commercializzata.

### Tecnica

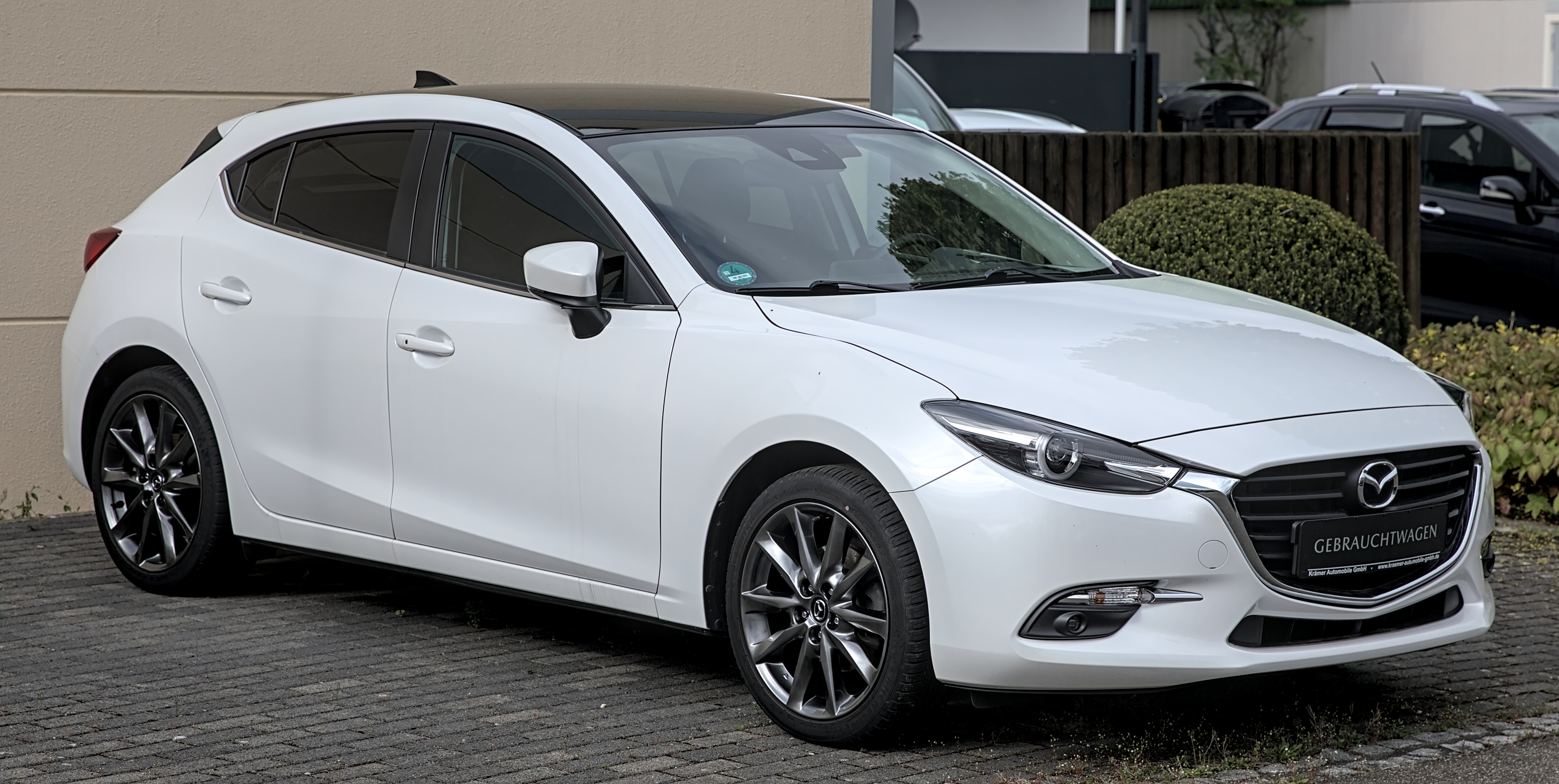
Restyling

La Mazda 3 è prodotta in quattro differenti motorizzazioni: due benzina Skyactiv-G (un 1.5 da 100 cavalli e un 2.0 da 120 oppure 165 cavalli) e due diesel Skyactiv-D (il 2.2 da 150 cavalli, utilizzato anche su Mazda CX-5 e Mazda 6 e il nuovo 1.5 da 105 cavalli). Nel mercato asiatico, americano e australiano viene commercializzata anche con il motore 2.5 benzina da 185 cavalli. Per il solo mercato locale è disponibile anche con trazione integrale, abbinata al 2.0 benzina o al 2.2 litri diesel da 175 CV.

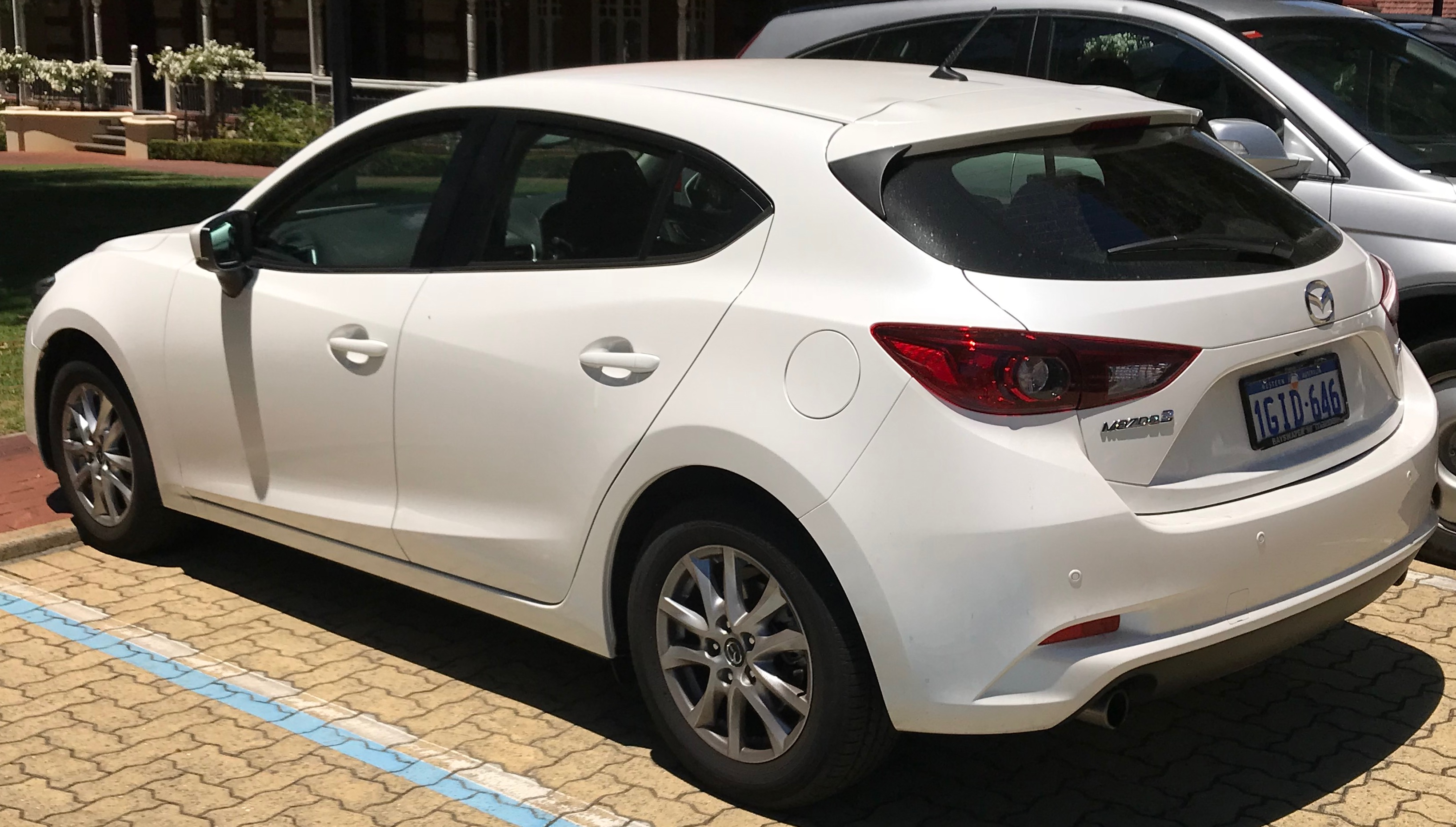
Restyling

È disponibile come optional in abbinamento con i motori 2.0 a benzina e 2.2 diesel un cambio automatico sequenziale con comandi al volante a sei rapporti. Ad agosto 2016 è disponibile anche sul 1.5.
La Mazda 3 è stata la prima auto a disporre del display da 7" del nuovo sistema di infotainment Mazda Connect, che successivamente è stato utilizzato anche da altri modelli Mazda (come Mazda 2, Mazda CX-3 e Mazda MX-5 dal debutto, oltre che dalla Mazda 6 e Mazda CX-5 a partire dal modello 2016) e che può essere comandato sia tramite il touch screen (attivo fino a 8 km/h) che tramite dei tasti e una rotella (rinominata HMI, ossia Human-Machine Interface) posti sul tunnel centrale.

### Restyling BN (2016-2019)
Nell'agosto del 2016 viene presentato il restyling della terza generazione di Mazda 3, il restyling prima di tutto porta ad un cambio di sigla che passa da BM a BN. Gli aggiornamenti riguardano principalmente la plancia che avrà un nuovo disegno e un anteriore e posteriore ridisegnati (quest'ultimo non sulla versione Sedan). Da segnalare anche l'abbandono della motorizzazione Diesel in favore di una gamma che punta sui propulsori a benzina. 
Nel 2019 viene presentata la nuova Mazda 3 BP, che sostituirà sul finire dello stesso anno.

## Quarta generazione (2019)

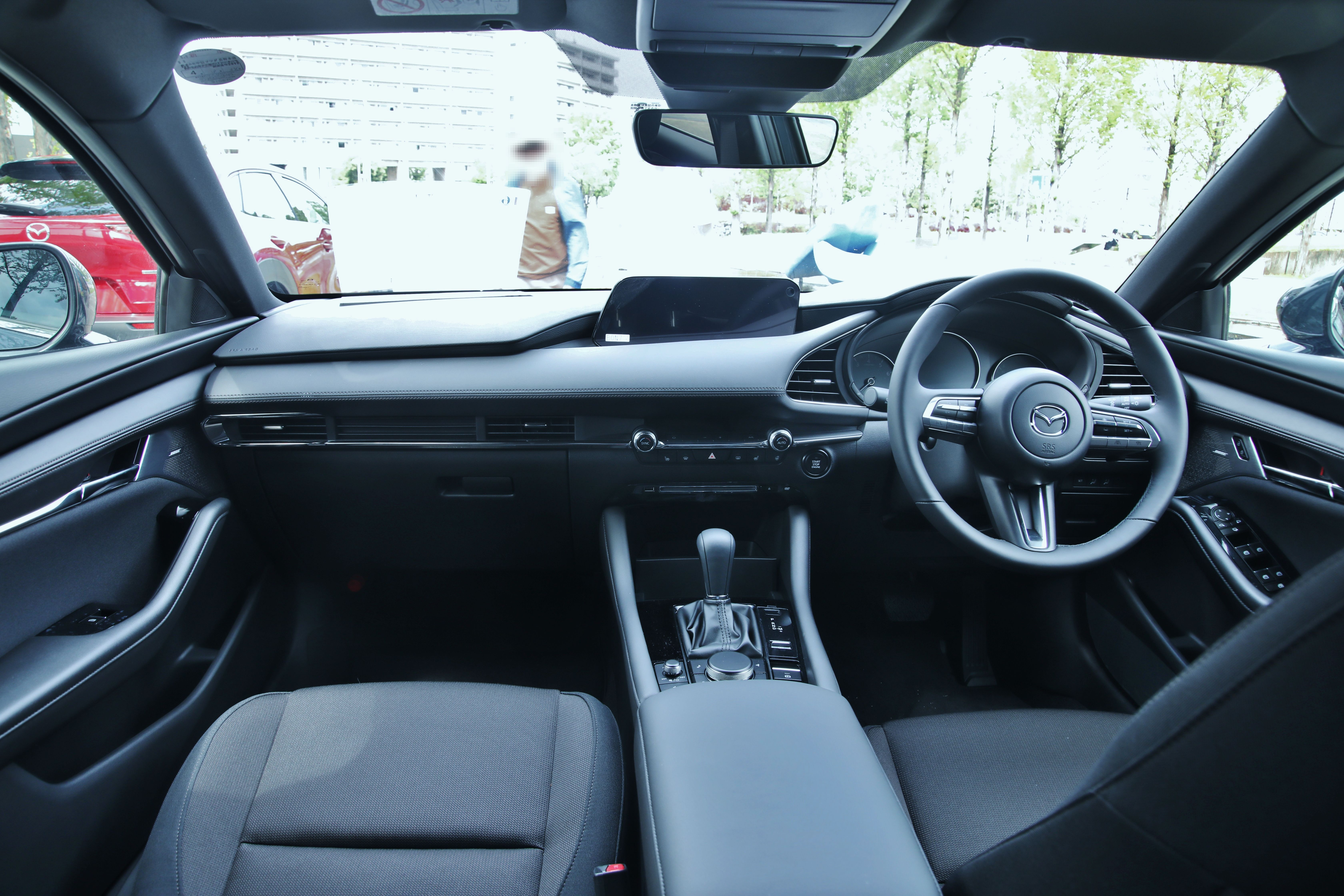
Interni

Nel 2019 viene presentata la nuova generazione della Mazda 3, quest'ultima porta come denominazione ufficiale la sigla BP. Come le serie precedenti è disponibile sia in versione berlina (sedan, 4 porte) che hatchback (due volumi, 5 porte) , ha un design totalmente rivoluzionario e diverso rispetto alle serie precedenti, pur mantenendo lo spirito originario. Da questa serie il nome Mazda 3 viene utilizzato in tutto il mondo, perdendo così la denominazione Mazda Axela che aveva avuto sino a quel momento in Giappone.

### Motorizzazioni
Per quanto riguarda le motorizzazioni era disponibile il 2.0 mild hybrid a benzina Skyactive-G con potenza da 122cv e 150cv, successivamente affiancato dal nuovo motore con tecnologia Skyactive-X da 186cv. Da inizio 2025 è stato aggiunto un nuovo motore 2.5 mild hybrid sempre con tecnologia Skyactive-G da 140cv, mentre sono usciti di scena i motori 2.0 da 122 e 150 cv.